# 步带动物
步带动物（學名：Ambulacraria，又稱）是后口动物类群的一个分支，包括棘皮动物门和半索动物门，其基本特征为沿着管足和口腕分布有整齐的步带板。